# Katedra Matki Bożej w Damaszku
Katedra Matki Bożej w Damaszku – katedra syryjskokatolickiej archidiecezji Damaszku. Położona jest w starej części miasta, obok katedry melchickiej.

## Architektura
Trójnawowa świątynia murowana zakończona apsydą, zwieńczona wieżą.

## Wnętrze
Wnętrze katedry jest urządzone w stylu zachodnim, ołtarz główny w orientacji posoborowej (nietypowej dla kościołów wschodnich). Cztery ołtarze boczne znajdują się na zakończeniach naw oraz po ich bokach, w nawie głównej umieszczona jest ambona.

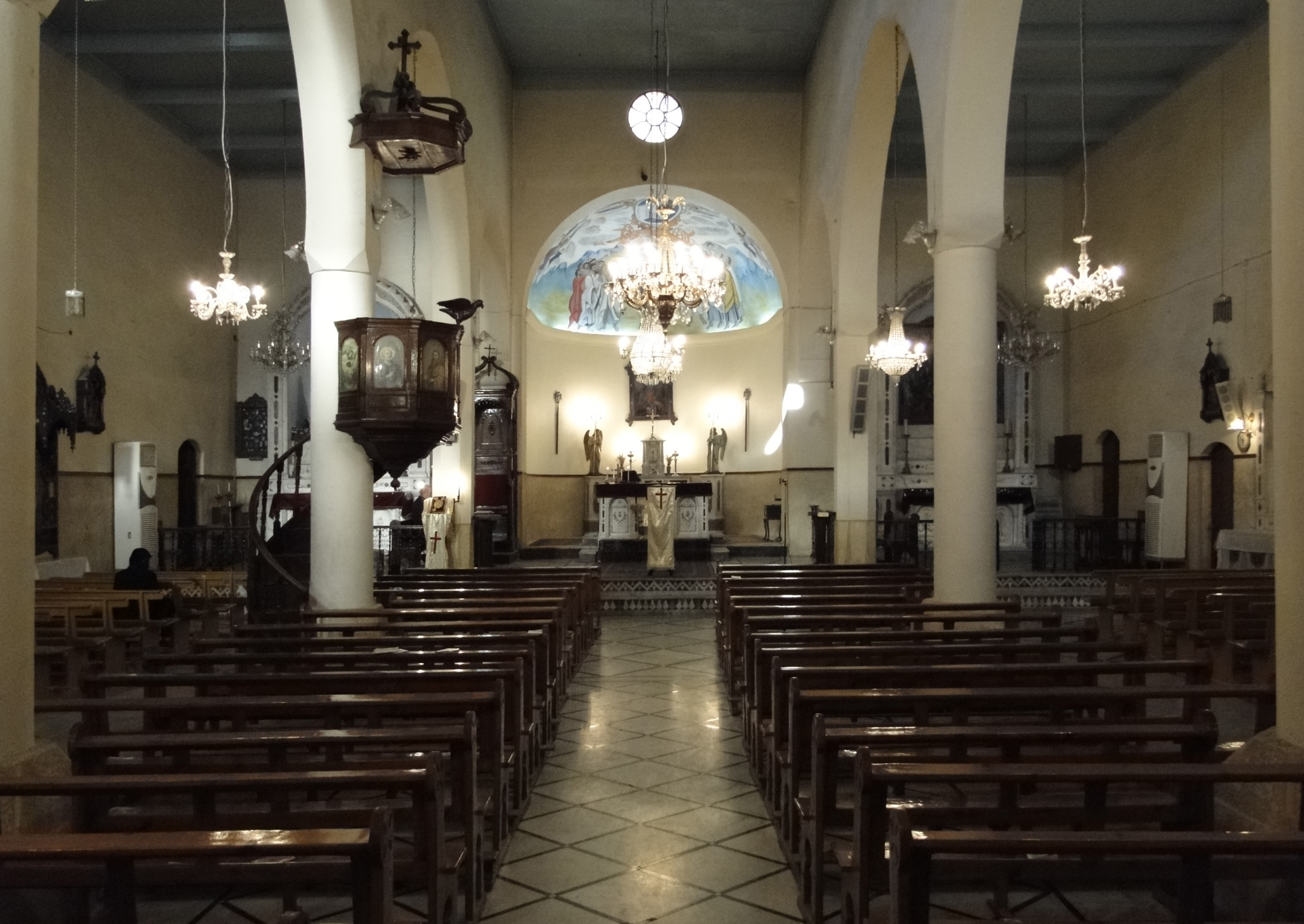
Wnętrze katedry